# Sascha Zacharias
Sascha Zacharias (Stoccolma, 23 febbraio 1979) è un'attrice svedese che vive e lavora prevalentemente in Italia.

## Biografia
Figlia degli attori svedesi Sven-Bertil Taube ed Ann Zacharias, debutta come attrice all'età di sette anni. A diciotto anni si trasferisce in Italia, dove risiede a Roma, continuando a lavorare nel cinema e soprattutto in televisione.
Tra le numerose fiction tv in cui ha lavorato, ricordiamo: la serie tv in onda su Rete 4, Questa casa non è un albergo (2000), e le miniserie tv Amanti e segreti (2004), regia di Gianni Lepre, e Nassiriya - Per non dimenticare (2006), regia di Michele Soavi.
Diventa discretamente nota grazie alla fortunata serie tv, in onda tra il 2006 e il 2007 su Rai Uno, Raccontami, dove ha il ruolo di Caroline Desideri, interpretato anche nella seconda stagione in onda nel 2008; due anni dopo ottiene un ruolo di rilievo accanto a Bud Spencer ne I delitti del cuoco girata per Mediaset.
Nel 2011 è tra i protagonisti di Tatanka, film di Giuseppe Gagliardi basato sull'omonimo racconto di Roberto Saviano e di Anche se è amore non si vede,  film del duo Ficarra e Picone.
Nel 2012 interpreta Dorothy Benjamin, moglie di Enrico Caruso, nella miniserie TV Caruso, la voce dell'amore.

## Filmografia parziale

### Cinema
- Dom fattar ingentig, regia di N. Janbell (1996)
- Il cielo in una stanza, regia di Carlo Vanzina (1999)
- Delitto in prima serata, regia di Alessandro Capone (2000)
- Kärlekens språk 2000, regia di Anders Lennberg (2004)
- Il rabdomante, regia di Fabrizio Cattani (2007)
- Un'estate ai Caraibi, regia di Carlo Vanzina (2009)
- Tatanka, regia di Giuseppe Gagliardi (2011)
- Anche se è amore non si vede, regia di Salvatore Ficarra, Valentino Picone  (2011)

### Televisione
- Gli amici di Sara, regia di Gabriele Muccino - Minifiction in otto puntate sull' AIDS in onda su Rai e Mediaset (1999)
- Anni '60, regia di Carlo Vanzina - Miniserie TV (1999)
- Questa casa non è un albergo, regia di Pier Belloni, Elisabetta Marchetti e Raffaele Mertes - Serie TV (2000)
- Tequila & Bonetti, regia di Bruno Nappi - Serie TV - Episodio: Uno sbirro, un cane e una fotografia (2000)
- Distretto di Polizia, regia Renato De Maria – serie TV, episodio 1x01 (2000)
- Noi, regia di Peter Exacoustos - Miniserie TV (2004)
- Questo amore, regia di Luca Manfredi - Miniserie TV (2004)
- Amanti e segreti, regia di Gianni Lepre - Miniserie TV (2004)
- Nassiriya - Per non dimenticare, regia di Michele Soavi - Miniserie TV (2006)
- Raccontami, regia di Tiziana Aristarco e Riccardo Donna - Serie TV (2006)
- Un ciclone in famiglia 4, regia di Carlo Vanzina - Miniserie TV (2008)
- Carabinieri 7, regia di Raffaele Mertes e Giandomenico Trillo - Serie TV (2008)
- Raccontami - Capitolo II, regia di Tiziana Aristarco e Riccardo Donna - Serie TV (2008)
- Il commissario Manara, regia di Davide Marengo - Miniserie TV - Episodio: Sogni di vetro (2008)
- I Cesaroni 3, regia di Stefano Vicario e Francesco Pavolini - Serie TV - Episodio: Basta crederci (2009)
- Intelligence - Servizi & segreti, regia di Alexis Sweet - Miniserie TV (2009)
- I delitti del cuoco, regia di Alessandro Capone - Miniserie TV (2010)
- Ho sposato uno sbirro 2, regia di Andrea Barzini - Serie TV - Episodio: Una figlia (2010)
- R.I.S. Roma 3 - Delitti imperfetti, regia di  Francesco Miccichè - serie TV, episodio 3x02 (2012) [1]
- Caruso, la voce dell'amore, regia di Stefano Reali - Miniserie TV (2012)
- Rex, regia di Manetti Bros. - Episodio: "Ladri d'autore" (2015)
- Un passo dal cielo 3 - Episodio Aliloke (2015)

### Riconoscimenti
- Ciak d'oro come miglior giovane attrice emergente (1997)